# Glušac
Glušac (cyr. Глушац) – wieś w Bośni i Hercegowinie, w Republice Serbskiej, w gminie Milići. W 2013 roku liczyła 53 mieszkańców.